# Фийби Динивър
Фийби Хариет Динивър (на английски: Phoebe Dynevor) е английска актриса, известна с ролята си на Дафни, четвъртото дете на семейство Бриджъртън, в драмата на Netflix „Бриджъртън“.
Динивър започва кариерата си като дете, появявайки се в училищната драма на Би Би Си Waterloo Road (2009–2010). Впоследствие има роли в сериалите на Би Би Си Prisoners' Wives (2012–2013) и Dickensian (2015–2016), в комедийната драма на TV Land Younger (2017–2021) и главна роля в криминалния сериал на Crackle Snatch (2017–2018).

## Биография
Фийби Хариет Динивър е родена на 17 април 1995 г. в Трафърд, в семейството на сценариста на Emmerdale Тим Динивър и актрисата Сали Динивър, известна с дългогодишната си роля на Сали Уебстър в Coronation Street. Нейните баба и дядо по бащина линия също са работили в телевизионната индустрия. Тя има по-малък брат Самюъл и по-малка сестра Хариет.
През 2009 г. 14-годишната Динивър получава първата си роля в петия сезон на Waterloo Road. По-късно тя се появява в няколко британски драми като Monroe и The Musketeers. В драмата на Би Би Си Prisoners' Wives играе поддържащата роля на Лорън, дъщеря на гангстер. През 2014 г. се появява във втория сезон на The Village, а от 2015 до 2016 г. играе Марта Крачит в Dickensian.
През 2016 г. е обявено, че Динивър ще играе заедно с Люк Паскуалино и Рупърт Гринт в криминалния комедиен сериал Snatch, който отбелязва нейния американски телевизионен дебют. Сериалът излиза на 16 март 2017 г. и по-късно продължава неговият втори сезон. През 2017 г. Динивър се присъединява към актьорския състав на комедийно-драматичния сериал Younger в епизодичната роля на Клеър.
През 2019 г. Динивър е избрана за ролята на Дафни Бриджъртън, главната героиня в първия сезон на историческата драма „Бриджъртън“, продуцирана от Шонда Раймс и базирана на романтичния роман The Duke and I. Премиерата на сериала по Нетфликс е през декември 2020 г. Тя повтаря ролята си във втория сезон на сериала през 2022 г. като част от поддържащия актьорски състав.
Динивър дебютира в игрален филм като керамичката Кларис Клиф в биографичния филм от 2021 г. The Colour Room, режисиран от Клеър Маккарти за „Скай Синема“.

## Филмография

### Филми
| Година | Заглавие                        | Роля         | Бележки                                       | Реф.   |
| ------ | ------------------------------- | ------------ | --------------------------------------------- | ------ |
| 2016   | Природата на дневната светлина  | Фийби        | Късометражен филм                             |        |
| 2021   | The Colour Room                 | Кларис Клиф  | Дебют в игрален филм                          | [ 11 ] |
| 2023   | Банка на Дейв (Bank of Dave)    | Александра   |                                               |        |
| 2023   | Честна игра (Fair Play)         | Емили Майерс |                                               |        |
| 2023   | The Outlaws Scarlett and Browne |              | Пред-продукция; Също и изпълнителен продуцент |        |

### Телевизия
| Година    | Заглавие         | Роля                          | Бележки                        | Реф. |
| --------- | ---------------- | ----------------------------- | ------------------------------ | ---- |
| 2009–2010 | Waterloo Road    | Сиобан Мейли                  | Поддържаща роля, 20 епизода    |      |
| 2011      | Monroe           | Фийби Кормак                  | Епизод 1.4                     |      |
| 2012–2013 | Prisoners' Wives | Лорън                         | Второстепенна роля, 10 епизода |      |
| 2014      | The Village      | Фийби Ръндъл                  | Второстепенна роля, 6 епизода  |      |
| 2015      | The Musketeers   | Камил                         | Епизод: „Блудният баща“        |      |
| 2015–2016 | Dickensian       | Марта Крачит                  | Второстепенна роля, 11 епизода |      |
| 2017–2018 | Snatch           | Лоти Мот                      | Главна роля, 20 епизода        |      |
| 2017–2021 | Younger          | Клеър                         | Второстепенна роля, 11 епизода |      |
| 2020–днес | Бриджъртън       | Дафни Басет (род. Бриджъртън) | Главна роля                    |      |
| 2022      | Ten Percent      | себе си (измислена)           | Гост, сезон 1                  |      |

## Външни връзки
- Фийби Динивър в  Internet Movie Database

|  | Тази страница частично или изцяло представлява превод на страницата Phoebe Dynevor в Уикипедия на английски. Оригиналният текст, както и този превод, са защитени от Лиценза „Криейтив Комънс – Признание – Споделяне на споделеното“, а за съдържание, създадено преди юни 2009 година – от Лиценза за свободна документация на ГНУ. Прегледайте историята на редакциите на оригиналната страница, както и на преводната страница, за да видите списъка на съавторите. ВАЖНО: Този шаблон се отнася единствено до авторските права върху съдържанието на статията. Добавянето му не отменя изискването да се посочват конкретни източници на твърденията, които да бъдат благонадеждни. |